# Ліхтарна акула карибська
Ліхтарна акула карибська (Etmopterus hillianus) — акула з роду Ліхтарна акула родини Ліхтарні акули.

## Опис
Загальна довжина досягає 50 см. Голова середнього розміру. Очі великі, овальні. За ними є невеликі бризкальця. Рот невеликий. Зуби верхньої щелепи мають високу центральну верхівку та 3 бокових. У неї 5 пар коротких зябрових щілин. Тулуб помірно грубий, щільний. Шкірна луска має тонкі гачкоподібні конічні коронки, розташовані поздовжніми неправильними рядками. Має 2 спинних плавця. Передній плавець трохи більше за задній. Хвіст доволі довгий. Анальний плавець відсутній.
Забарвлення спини темно-сіре або темно-коричневе. Черево та нижня частина голови має чорний колір. Уздовж хвостового плавця присутні чорні смужки.

## Спосіб життя
Тримається на глибині від 311 до 720 м. Здійснює міграції. Активний, бентоносний хижак. Живиться дрібною рибою, кальмарами, глибоководними креветками.
Статева зрілість настає при розмірі 30 см. Це яйцеживородна акула. Самиця народжує 4-5 акуленят завдовжки 9 см.

## Розповсюдження
Мешкає від узбережжя штатів Вірджинія та Флорида (США) до Гаїті й Малих Антильських островів.